# オーシャンワールド寧波
オーシャンワールド寧波（中國語：宁波海洋世界）は中国寧波市江東区桑田路936号に位置しています。 海洋動物のパフォーマンスと海洋生態科学教育を統合した、華東地区で最も特色のある大型海洋水族館です。 2006年11月16日のオープン以来、160万人以上の観光客が訪れ、全国4A級観光地に認定されています。 中国水産学会大衆科学教育基地、浙江省大衆科学教育基地、浙江省生態環境教育実証基地、浙江省海洋また、国家海洋希少野生生物救助ネットワーク、寧波水生生命救助ネットワークのメンバーでもあります。
オーシャンワールド寧波には現在、水族館とマリンシアターの2つの会場があります。